# Тернервілл (Вайомінг)
Тернервілл (англ. Turnerville) — переписна місцевість (CDP) в США, в окрузі Лінкольн штату Вайомінг. Населення — 222 особи (2020).

## Географія
Тернервілл розташований за координатами 42°51′44″ пн. ш. 110°54′3″ зх. д. / 42.86222° пн. ш. 110.90083° зх. д. (42.862266, -110.900716).  За даними Бюро перепису населення США в 2010 році переписна місцевість мала площу 12,72 км², уся площа — суходіл.

## Демографія
Згідно з переписом 2010 року, у переписній місцевості мешкали 192 особи в 68 домогосподарствах у складі 54 родин. Густота населення становила 15 осіб/км².  Було 96 помешкань (8/км²).
Расовий склад населення:
| - 99,0 % — білих - 0,5 % — корінних американців |

До двох чи більше рас належало 0,5 %. Частка іспаномовних становила 0,5 % від усіх жителів.
За віковим діапазоном населення розподілялося таким чином: 30,7 % — особи молодші 18 років, 52,6 % — особи у віці 18—64 років, 16,7 % — особи у віці 65 років та старші. Медіана віку мешканця становила 45,0 року. На 100 осіб жіночої статі у переписній місцевості припадало 90,1 чоловіків;  на 100 жінок у віці від 18 років та старших — 98,5 чоловіків також старших 18 років.
Цивільне працевлаштоване населення становило 65 осіб. Основні галузі зайнятості: будівництво — 33,8 %, роздрібна торгівля — 27,7 %, освіта, охорона здоров'я та соціальна допомога — 21,5 %, інформація — 16,9 %.